# Vista Alegre
Vista Alegre é um município brasileiro, localizado na região Noroeste do estado do Rio Grande do Sul.

## História
Vista Alegre surgiu quando descendentes de italianos instalaram-se na região, no final da década de 1910, para a criação de gado de corte e assim, criaram um pequeno povoado ligado a cidade de Caiçara. Este povoado transformou-se em distrito e anexado à cidade de Frederico Westphalen no ano de 1958 e elevado a categoria de cidade em 9 de maio de 1988.

## Geografia
Vista Alegre é um município que faz parte da Microrregião de Frederico Westphalen e possui uma área de 76,742 km².  Sua altitude em relação ao nível do mar é de 546 metros e a população, conforme estimativas do IBGE de 2018, era de 2 766 habitantes.